# Acanthocinus pusillus
Acanthocinus pusillus är en skalbaggsart som först beskrevs av Kirby 1837.  Acanthocinus pusillus ingår i släktet Acanthocinus och familjen långhorningar.
Artens utbredningsområde är Alaska. Inga underarter finns listade i Catalogue of Life.